# 久御山淀インターチェンジ

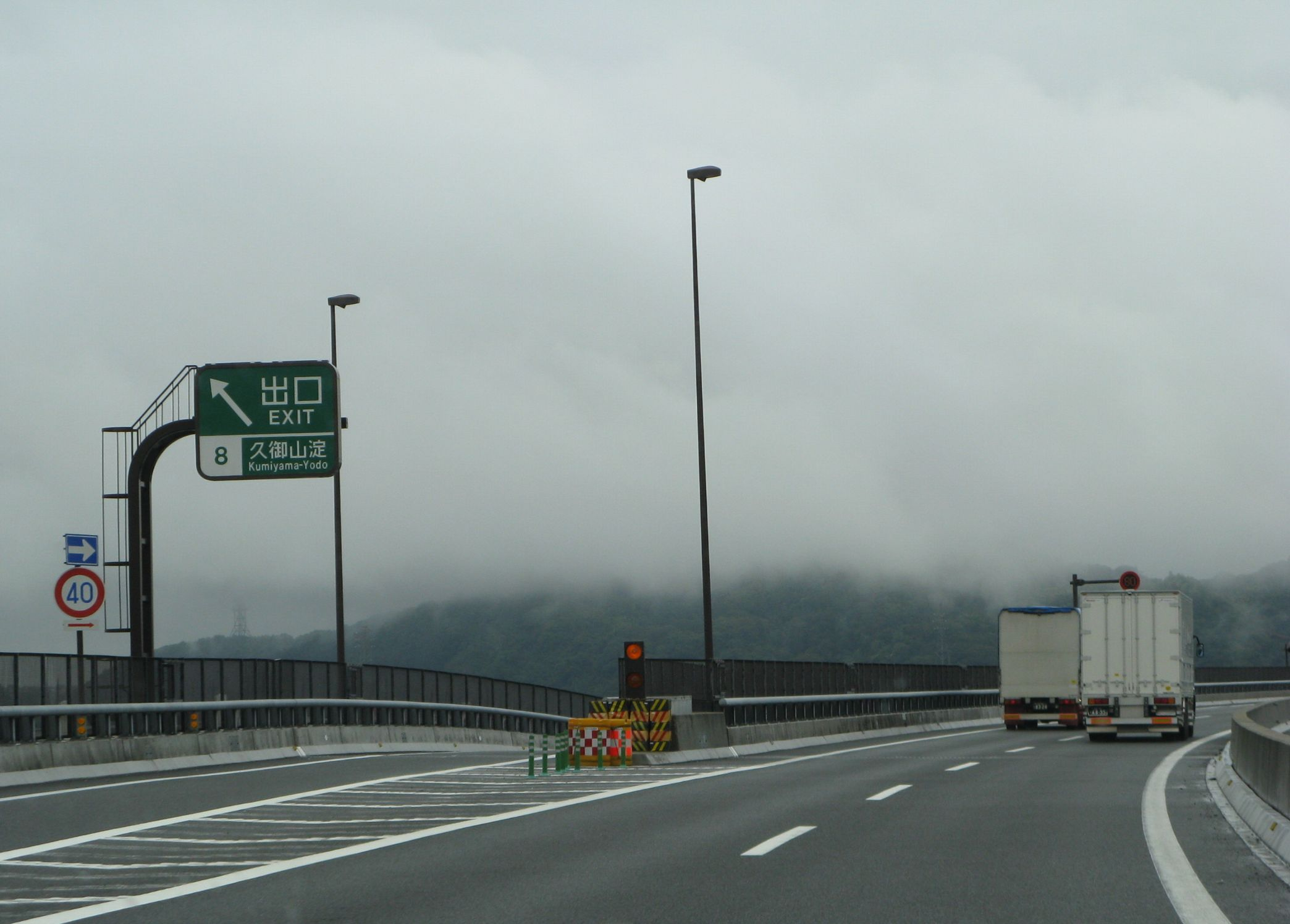
西行き出口

久御山淀インターチェンジ（くみやまよどインターチェンジ）は、京都府伏見区と久世郡久御山町及び八幡市の飛び地にある京滋バイパスのインターチェンジ。
一般有料道路の京都第二外環状道路と高速自動車国道の名神高速道路大山崎支線との接続点である。ここから大山崎JCTまでは高速自動車国道のため、その区間は大都市近郊区間となる。

## 道路
- E88 京滋バイパス（8番）
- 出入口は府道15号北川顔交差点をはさんで、2か所に分けられている。

## 接続する道路
- 国道478号
- 京都府道15号宇治淀線
- 京都府道81号八幡宇治線

## 周辺
- 京都競馬場
- 京阪電鉄京阪本線淀駅
- 京都市立大淀中学校
- 京都市立明親小学校
- 京都市立美豆小学校

## 隣
E88 京滋バイパス（京都第二外環状道路）
(7) 久御山IC - (8) 久御山淀IC
E88 京滋バイパス（名神高速道路大山崎支線）
(8) 久御山淀IC - (33-3) 大山崎JCT/IC